# .hamburg
.hamburg ist eine Neue Top-Level-Domain für Internetadressen (Domains) für Unternehmen, Organisationen und Privatpersonen mit Bezug zur Freien und Hansestadt Hamburg ähnlich der Domain .de für Internetadressen mit Bezug zu Deutschland. Die Verwaltung der Domain erfolgt durch die Hamburg Top-Level-Domain GmbH, einer Gesellschaft mit sieben Gesellschaftern, darunter die Freie und Hansestadt Hamburg.
In der Spitze waren (am 27. September 2016) 25.556 Domains registriert. Seitdem ist die Zahl beständig gesunken und liegt seit November 2020 unter 21.000.
Der Betreiber von .hamburg setzt auf einen starken Lokalpatriotismus in der Hansestadt. Anders als bei der Hauptstadt-Endung .berlin hat die lokale Verwaltung die Top-Level-Domain von Anfang an unterstützt.
Zum Start von .hamburg begrüßte Hamburgs Erster Bürgermeister Olaf Scholz das Projekt: „Wir haben das Vorhaben unterstützt und sind froh, dass es nun richtig losgehen kann. Die neue Top Level Domain bietet vielfältige neue Möglichkeiten für Bürgerinnen und Bürger und Unternehmen der Metropolregion Hamburg, sich in der digitalen Welt mit regionalem Bezug darzustellen und sich dabei gleichzeitig mit dem Standort Hamburg zu identifizieren.“
Die Senatskanzlei hat den mit der Hamburg Top-Level-Domain GmbH abgeschlossenen Kooperationsvertrag offengelegt. Im Vertrag verpflichten sich beide Seiten, die Domain „im Interesse des Standortes Hamburg und der Metropolregion Hamburg“ zu betreiben.
Die Stadt Hamburg sichert sich ein umfassendes Mitspracherecht an .hamburg.

## Eigenschaften
Eine .hamburg-Domain kann zwischen einem und 63 Zeichen lang sein. Der Domainname darf nur aus den Buchstaben a bis z, den Ziffern 0 bis 9 und Bindestrichen bestehen, wobei der Name weder mit einem Bindestrich beginnen noch enden darf. Bei Internationalisierten Domainnamen (IDN) ist die Maximallänge durch die RFCs 5890 und 5891 definiert.